# رود کاکیتا
رود کاکیتا (به لاتین: Kakita River) یک رود در ژاپن است که در شیمیزو، شیزوئوکا واقع شده‌است.